# 朝熊神社 (伊勢市)
朝熊神社（あさくまじんじゃ）は、伊勢神宮皇大神宮（内宮）の摂社。内宮の摂社としては第1位である。本記事では朝熊神社と同じ社地にある内宮摂社の朝熊御前神社（あさくまみまえじんじゃ）についても記述する。
朝熊神社は内宮の中でも格式の高い神社であり、他の摂社以下の神社に比べ多くの祭祀が行われる。

## 概要
ここでは朝熊神社・朝熊御前神社共通事項について記述する。
三重県伊勢市朝熊町（あさまちょう）字櫻木2566-1、五十鈴川と朝熊川の合流点（落合）の東の丘に鎮座する。朝熊川対岸には内宮末社の鏡宮神社が鎮座する。朝熊町の中心集落の北西、五十鈴川を隔てて鹿海町（かのみちょう）の東に鎮座する。
両社とも五十鈴川と関係が深い。宮域に入り、向かって右側（東側）が朝熊神社、左側（西側）が朝熊御前神社である。先に朝熊神社へ参った後、朝熊御前神社に参るのが正式な参拝順序である。宮域面積は5反13歩（≒5,002m2）。
多くの摂社・末社と同様に賽銭箱は置かれていない。両社とも南西方向に向けて社殿が建てられている。

## 朝熊神社
朝熊神社は内宮第1位の摂社であり、祭儀に関して別宮に準じた扱いを受けている。豊受大神宮（外宮）第1位の摂社である草奈伎神社においても同様の特別待遇を受けている。
社名・朝熊神社の「朝熊」（あさくま）とは、「浅隈」（あさくま＝浅く曲がりくねった川）に由来する。ほかに空海が修行中、朝に熊が、夕に虚空蔵菩薩が出現したことにちなむとする説、コノハナノサクヤビメの異称「葦津姫」に由来するとする説などがある。
社殿は神明造の板葺で、写真にあるように一重の玉垣に囲まれている。神明鳥居を1基備える。古代には二重の玉垣に囲まれ、御倉も有していた。
朝熊神社の祭神は大歳神（おおとしのかみ）、苔虫神（こけむしのかみ）、朝熊水神（あさくまのみずのかみ）。3柱の神はすべて朝熊平野の守護神かつ五穀と水の神であるとされる。『皇太神宮儀式帳』は、桜大刀自（大歳神の子）・苔虫神・朝熊水神の3柱、『倭姫命世記』は前記3柱の親神の櫛玉命・保於止志神・大山祇を含めて6柱を祀るとしている。

## 朝熊御前神社
朝熊御前神社は、内宮の摂社27社のうち第2位である。社殿は神明造の板葺で、朝熊神社と同じ大きさである。祭神は朝熊御前神（あさくまみまえのかみ）である。
寛文3年（1663年）に朝熊神社の御前社として鏡宮神社が再興された。その後、朝熊神社の隣に朝熊御前神社が建てられ、鏡宮神社は朝熊神社から独立した神社となった。

## 歴史
『倭姫命世記』によれば、内宮の鎮座地を定めた倭姫命が垂仁天皇27年に石と化していた大歳神を祀る社を建てたのが朝熊神社の創始であるという。確実なところでは、伊勢神宮の摂社の定義より『延喜式神名帳』成立、すなわち延長5年（927年）以前に創建された。また、『皇太神宮儀式帳』にも記載があることから延暦23年（804年）以前から存在したことになる。
暦応3年（1340年）、安芸国に小朝熊社の造営所課が52石課された記録があり、応永15年（1408年）には「造営用途」として50貫文とあり、南北朝時代まで役夫工米を諸国に課して朝熊神社を造営していたことが窺える。その後の造り替え記録は絶えるが、『氏経卿神事記』には文正二年九月廿日（ユリウス暦：1467年10月18日）に祭礼がおこなわれ、『内宮引付』に明応元年十二月廿三日（ユリウス暦：1493年1月11日）に「饗料」が行われていることから、祭祀は戦国時代まで継続したとみられる。
大宮司・河邊精長（大中臣精長）の尽力により、寛文3年6月（グレゴリオ暦：1663年7月）に現社地で再興された。神宮文庫の所蔵する『小朝熊社弁正記』によれば、精長は再興に当たって基址（きし）を求め調査したが知る者はなかったという。精長に確証はなかったが、社地を整備中に古鏡が見つかったことで、確証を得て発見された鏡を新築された社殿に奉納した。
1905年（明治38年）10月に社殿の建て替えが行われた。

## 祭祀
別宮に準じた祭祀が行われる。三節祭では宵暁の儀（よいあかつきのぎ）または由貴大御饌の儀（ゆきのおおみけのぎ）と呼ばれる祭祀が深夜に執り行われる。
『皇太神宮儀式帳』では6月20日の月次祭と9月20日の神嘗祭を「大歳神社祭行事」と呼び、『師遠年中行事』では両日と12月20日を「朝熊宮祭」としている。

## 朝熊神社のサクラ
朝熊神社はサクラの名所として伝えられ、西行は『続古今和歌集』に次のような短歌を残している。
| 「 | 神かぜに こころやすくぞ 任せつる さくらの宮の 花のさかりは | 」 |

『神都名勝誌』では「風色の幽媚なる事、此の地を以て神都中の第一とす」と記している。『皇太神宮儀式帳』にある「桜大刀自」の神名はサクラの木を神体とする習俗によるものと考えられる。また、内宮にあった朝熊神社の遥拝所は「桜宮」ないし「桜御前」と呼ばれていた。

## 交通
公共交通
- 近鉄鳥羽線
  - 朝熊駅より徒歩約16分（約1.4km）。
  - 五十鈴川駅より三重交通バス「夫婦岩東口」行き乗車、「朝熊インター」バス停下車、徒歩約4分（約370m）。ただし本数が少ない。
- JR参宮線五十鈴ヶ丘駅より徒歩約27分（約2.2km）。

自家用車
- 伊勢二見鳥羽ライン朝熊ICより約4分（約600m）。